# 노카미정
노카미정(野上町)은 와카야마현 가이소군에 설치되었던 정이다.